# Светски сезонски календар
Светски сезонски календар одн. Светски календар годишњих доба је предлог реформе календара писца Ајзака Асимова. Година је у овом календару подељена у четири сезоне од по 13 недеља. Календар за сваку сезону има следећи облик:
| Нед | Пон | Уто | Срд | Чет | Пет | Суб |
| --- | --- | --- | --- | --- | --- | --- |
| 1   | 2   | 3   | 4   | 5   | 6   | 7   |
| 8   | 9   | 10  | 11  | 12  | 13  | 14  |
| 15  | 16  | 17  | 18  | 19  | 20  | 21  |
| 22  | 23  | 24  | 25  | 26  | 27  | 28  |
| 29  | 30  | 31  | 32  | 33  | 34  | 35  |
| 36  | 37  | 38  | 39  | 40  | 41  | 42  |
| 43  | 44  | 45  | 46  | 47  | 48  | 49  |
| 50  | 51  | 52  | 53  | 54  | 55  | 56  |
| 57  | 58  | 59  | 60  | 61  | 62  | 63  |
| 64  | 65  | 66  | 67  | 68  | 69  | 70  |
| 71  | 72  | 73  | 74  | 75  | 76  | 77  |
| 78  | 79  | 80  | 81  | 82  | 83  | 84  |
| 85  | 86  | 87  | 88  | 89  | 90  | 91  |

Сезоне у години су назване A, B, C и D. Оне одговарају следећим годишњим добима:
|   | Северна хемисфера | Јужна хемисфера |
| - | ----------------- | --------------- |
| A | Зима              | Лето            |
| B | Пролеће           | Јесен           |
| C | Лето              | Зима            |
| D | Јесен             | Пролеће         |

Први дан године, означен са А-1, је 21. децембар, приближан датум северног зимског солстиција.
Пошто свака од четири сезоне садржи 91 дан, то је укупно 364 дана. До 365 дана треба додати још један, назван Дан године и то на крај сезоне D. Дан године је дан D-92 (= 20. децембар) и није му приписан седмични дан (налази се изван седмичног циклуса).
Током преступне године, на крај сезоне B (Б) се додаје Преступни дан. Означен је са Б-92 (= 20. јун) и такође је ван седмичног циклуса.

### Примери
| Грегоријански | Светски сезонски |
| ------------- | ---------------- |
| 21. децембар  | А-1              |
| 1. јануар     | А-12             |
| 1. фебруар    | А-43             |
| 1. март       | А-71*            |
| 22. март      | Б-1*             |
| 1. април      | Б-11*            |
| 1. мај        | Б-41*            |
| 1. јун        | Б-72*            |
| 21. јун       | Ц-1              |
| 1. јул        | Ц-11             |
| 1. август     | Ц-42             |
| 1. септембар  | Ц-73             |
| 20. септембар | Д-1              |
| 1. октобар    | Д-12             |
| 1. новембар   | Д-43             |
| 1. децембар   | Д-73             |

* Додати један дан у преступној години.
Датуми имају облик X-н, са значењем да је то н-ти дан календарског годишњег доба X. Нпр. 1. децембар је Д-73, тј. 73. дан северне јесени.